# سندرم افت عملکرد ناشناخته
سندرم افت عملکرد ناشناخته (UPS)، {به انگلیسی: (Unexplained underperformance syndrome (UPS}: سندرم کاهش عملکرد ناشناخته (بیش‌تمرینی، علائم بیش‌تمرینی یا خستگی) خستگی مزمن (سندروم خستگی مزمن) و خستگی ویروسی اغلب برای توضیح شرایطی که در آن افراد فعال از عملکردهای ضعیف و افت بدنی خود بدون هیچ‌گونه دلایل مشهود و آشکاری شکایت می‌کنند، به کار می‌رود.
اگر چه این واژگان کم و بیش برای توضیح همان شرایط بیش تمرینی، به وسیله کلمات هم‌معنی زیادی بکار برده شدند (برای مثال، عملکردهای فیزیکی ضعیف، همراه با خستگی مزمن و تغییرات رفتاری خاص) وضعیت و شرایط به وجود آمده ممکن است ریشه‌های مختلف و گوناگونی داشته باشد یا ممکن است توسط زنجیره‌های مختلفی از حوادث، در رویدادهای ورزشی به وجود آمده باشند.

## جنبه‌های مرتبط با سندرم افت عملکرد ناشناخته
سندرم افت عملکرد ناشناخته یک شرایط پیچیده درمانی با علت مبهم می‌باشد و نشانه‌ها و علائم مختلفی در افراد دارد. این وضعیت در ورزشکاران اغلب در طول دورة زمانی با افزایش تعهدات رخ می‌دهد. همچنین در تمرینات و رقابت‌ها و در افرادی که یک عدم تعادل بین فعالیت ورزشی و بازگشت به حالت اولیه (ریکاوری) در تمرینات روزانه آن‌ها، که ناشی از بازگشت به حالت اولیهٔ (ریکاوری) ناکافی است، به وجود می‌آید. این شرایط اثر تطابقی منفی داشته و باعث کاهش سطوح آمادگی یا سلامتی می‌شود. استیناکر (۱۹۹۳) پیش‌بینی کرده‌است که اگر حجم بالایی از تمرینات ورزشی انجام شده باشد (بیش تر از ۱۰۰۰ ساعت در هر سال) حتی اگر فشار کار در سطوح متوسط باشد ممکن است به عنوان تلاش شدید و مفرط تلقی شود.
هم چنین سطوح پایین آمادگی بدنی ممکن است به توسعه سندرم افت عملکرد ناشناخته کمک کند. در شرایط کاری یکسان ورزشکاران آماده‌تر به‌طور عمده در مقایسه با ورزشکاران غیرآماده، آسان‌تر کار می‌کنند. همچنین فعالیت‌های انفرادی (مثلاً دوچرخه‌سواری، شنا و ژیمناستیک) نسبت به رویدادهای تیمی از قبیل بسکتبال و والیبال، بیشتر تحت تأثیر سندرم افت عملکرد ناشناخته قرار می‌دهند. فشارهای خارجی رابطه‌های مشخص و مشکلات مالی ممکن است به توسعه شرایط بیشتر کمک کند.

## نشانه‌ها
وقتی احساس خستگی مداوم و عملکرد ضعیف به‌طور همزمان وجود داشته باشند، بقیة نشانه‌ها نیز باید در نظر گرفته شوند. این نشانه‌ها غیراختصاصی هستند و ممکن است از فردی به فرد دیگر متفاوت باشد. نشانه‌ها ممکن است شامل موارد زیر باشد:
- عرق ریزی بیش از حد
- ناتوانی برای بازیافت بهینه بعد از ورزش سنگین
- فقدان اراده و اشتیاق برای تمرینات ورزشی (احساس درماندگی)
- ناتوانی در انجام تکنیک‌ها
- تمرکز ضعیف
- فقدان میل و رغبت به غذا و کم شدن وزن بدن
- به هم خوردن خواب (خواب‌های آشفته) اغلب با کابوس یا رویاهای واضح
- افزایش حساسیت به آسیب‌ها

## علائم
همانند نشانه‌ها، هیچ علامت مداومی در آزمایش‌های بالینی با تست‌های آزمایشگاهی در ارتباط با تمرینات مفرط وجود ندارد. اگر چه علائم شناخته‌شده بر اساس آن‌هایی که سندرم افت عملکرد ناشناخته شدید حاد را نشان می‌دهند (برای بیشتر از یک ماه طول می‌کشد) و آن‌هایی که با سندرم افت عملکرد ناشناخته مزمن در ارتباط هستند (برای بیشتر از چند هفته یا ماه‌ها طول می‌کشد) دسته‌بندی می‌شوند.

## سندرم افت عملکرد ناشناخته حاد (شدید)
سندرم افت عملکرد ناشناخته حاد یا کوتاه مدت، نتیجة یک عدم تعادل بین تمرینات و بازگشت به حالت اولیه فقط در طول چند هفته یا چند ماه می‌باشد. به هر حال تأثیرات سندرم افت عملکرد ناشناخته حاد هنگامی که عوامل به وجود آورندة آن از بین می‌رود، به سرعت از بین می‌رود. آسیب‌های عضلانی شاید معمول‌ترین نتیجه‌ای می‌باشد که نشان می‌دهد حجم کاری ماهیچه‌های مورد نظر افزایش‌یافته‌است. معمول‌ترین نشانه‌ها عبارت‌اند از:
- افزایش ضربان قلب استراحتی طبیعی بین ۵ تا ۱۰ ضربان در هر دقیقه
- افزایش فشارخون استراحتی
- افزایش غلظت اسیدلاکتیک استراحتی
- کاهش حداکثر اسیدلاکتیک بعد از تمرینات ورزشی شدید
- به دنبال تمرینات روزانه ورزش تخصصی، بازگشت ضربان قلب به سطح حالت استراحت، ممکن است ۲ تا ۳ برابر بیشتر از حالات طبیعی طول بکشد.
- کاهش توانایی بدن برای بکار بردن اکسیژن در طول ورزش و تمرینات بیشینه
- آسیب عضلانی

## سندرم افت عملکرد ناشناخته مزمن
سندرم افت عملکرد ناشناخته مزمن یا طولانی مدت، نتیجة یک عدم تعادل بین تمرین و بازگشت به حالت اولیه (ریکاوری)، بیشتر از چند هفته یا چند ماه می‌باشد. زمانی که این وضعیت به‌طور کامل توسعه پیدا کرد، نشانه‌های زیر ممکن است به همراه علائمی که در بالا ذکر شد ظاهر شوند:
- بی‌نظمی در عادات ماهیانه یا حتی توقف قاعدگی.
- قابلیت عفونت، به ویژه از پوست و مسیرهای تنفسی.
- افزایش میزان آلرژی، و خراش کوچک ممکن است بسیار آهسته التیام یابد.

## مدیریت سندرم افت عملکرد ناشناخته
مفهوم «نابرده رنج گنج میسر نمی‌شود» بایستی برای ورزشکاران این عنوان معنا شود که به‌طور طبیعی برای دستیابی به موفقیت باید سخت کوشش کنند، خستگی، جراحت و حتی بیماری را به جان بخرند. پژوهش‌ها به وضوح نشان می‌دهند که دورة زمانی استراحت بدنی (یا کاهش فعالیت) ممکن است برای عملکرد ورزشکاران نخبه مفید و سودمند باشد. نوعی از سندرم افت عملکرد ناشناخته که خطر عود و بازگشت آن در حدود ۳ ماه وجود دارد نیز شناخته‌شده‌است، که ورزشکاران در طول این مدت هرگز نباید افزایش (بار) فیزیکی بیش از ۵٪ در هر هفته داشته باشند.